# Myckleby kyrka
Myckleby kyrka är en kyrkobyggnad i Myckleby i Orust kommun. Den tillhör Myckleby församling i Göteborgs stift.

## Kyrkobyggnaden
Den tidigare stenkyrkan var uppförd på medeltiden. Nuvarande kyrka byggdes 1848-1850 av byggmästare Andreas Persson från Bollebygds socken och invigdes 11 september 1850. Murarna är av vitputsad sten och består av ett rektangulärt långhus med rakt avslutat kor i öster och torn i väster med en öppen lanternin. Vid norra sidan finns en sakristia. Långhus och kor har ett gemensamt sadeltak som täcks av rött tegel. Tornet har ett kopparklätt tak med en öppen lanternin som även den är kopparklädd. Lanterninen kröns av ett kors som står på en förgylld kula.

## Inventarier
- Predikstolen är från 1642 och består av en korg med oljemålningar och ljudtak.
- Altaruppsatsen är från 1653.
- Dopfunten av ekträ är från 1700-talet. Funten är utskuren ur en enda ekstock och har en fyrkantig överdel.
- En ny kyrkklocka göts år 1900.

### Orgel
Den ursprungliga orgeln byggdes 1852 av Johan Nikolaus Söderling, vars fasad är bevarad. Ett nytt verk, utfört av Hammarbergs Orgelbyggeri AB tillkom 1926 då dock visst äldre material bibehölls. Samma firma byggde 1989-1990 åter om verket som nu har arton stämmor fördelade på två manualer och pedal.